# Mea culpa (expresión)

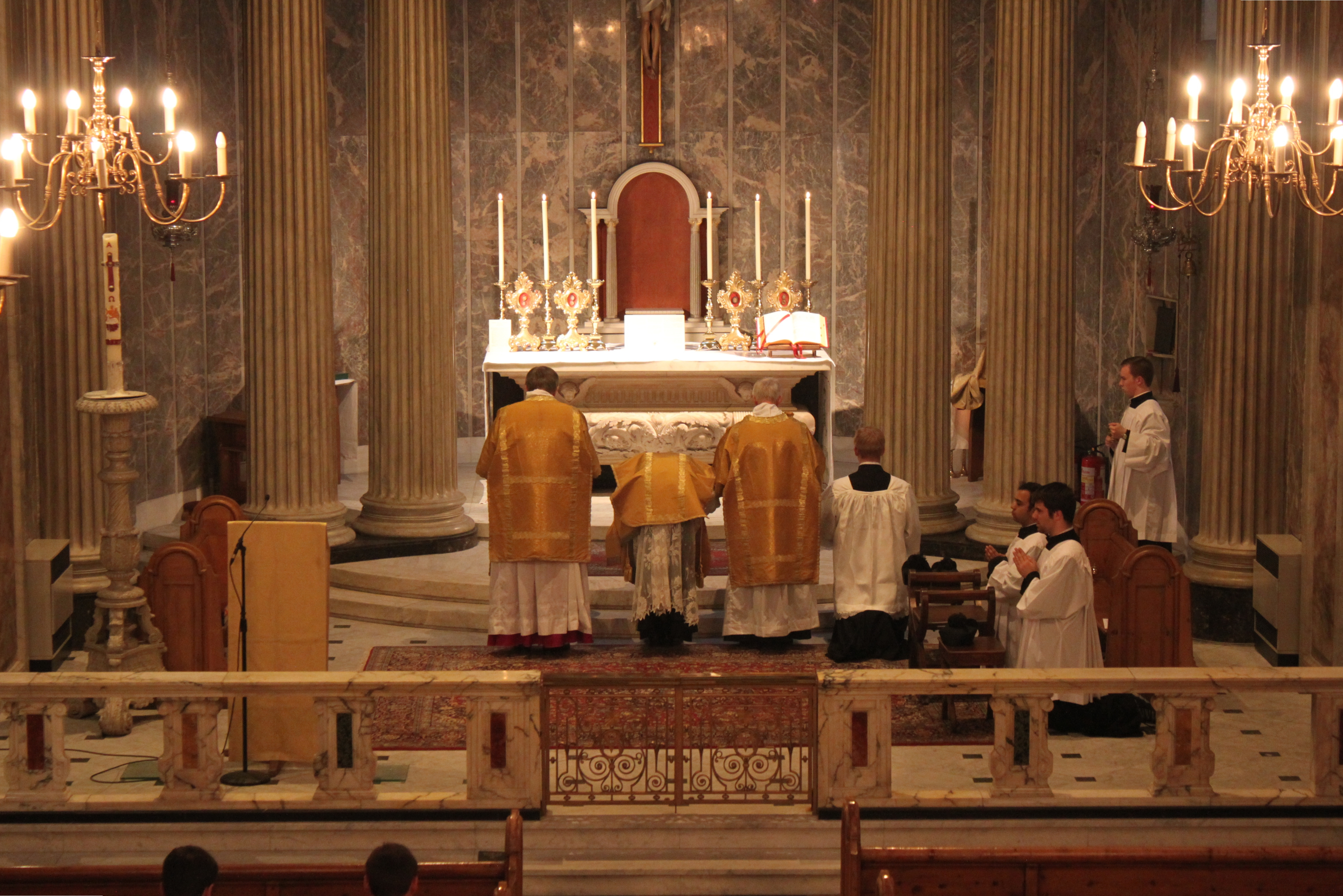
Misa en rito extraordinario donde el sacerdote recita el confiteor que contiene la expresión "mea culpa".

Mea culpa es una locución latina que se traduce literalmente como «por mi culpa» y usada generalmente como «mi culpa» o «mi propia culpa». Para acentuar el mensaje se puede insertar el adjetivo máxima, dando por resultado mea máxima culpa que se traduciría como «por mi gran culpa»
El origen de la expresión está en una parte de una oración tradicional de la liturgia del rito romano conocida en latín como el Confiteor (y traducida como el «yo confieso» o el «yo pecador»), en el cual el individuo reconoce sus defectos y pecados ante Dios. El mea culpa del Confiteor ha venido a convertirse en el imaginario popular ya no es simplemente una confesión de pecados, sino también una admisión de su naturaleza dañina y la buena voluntad de hacer una compensación por ella. 
También se suele usar como la expresión: «entonar el mea culpa», que significa reconocer errores y pecados propios.